# Conca dei Marini
Conca dei Marini es una localidad de 697 habitantes en la provincia de Salerno.
Como parte de la Costa Amalfitana, Conca dei Marini ha sido declarada Patrimonio de la Humanidad por la Unesco.

## Demografía
| Gráfica de evolución demográfica de Conca dei Marini entre 1861 y 2001 |
|                                                                        |
| Fuente ISTAT - elaboración gráfica de Wikipedia                        |